# Diksnavelholengraver
De diksnavelholengraver (Geositta crassirostris) is een zangvogel uit de familie Furnariidae (ovenvogels).

## Verspreiding en leefgebied
Deze soort is endemisch in Peru en telt twee ondersoorten:
- G. c. fortis: zuidwestelijk Peru.
- G. c. crassirostris: westelijk Peru.

## Status
De grootte van de populatie is niet gekwantificeerd maar de soort wordt omschreven als schaars. Op de Rode lijst van de IUCN heeft deze soort de status niet bedreigd.